# Terrance Ferguson
Terrance Eugene Ferguson Jr. (Tulsa, Oklahoma, 17 de mayo de 1998) es un baloncestista estadounidense que se encuentra sin equipo. Con 1,98 metros de estatura, juega en la posición de escolta.

## Trayectoria deportiva

### Inicios

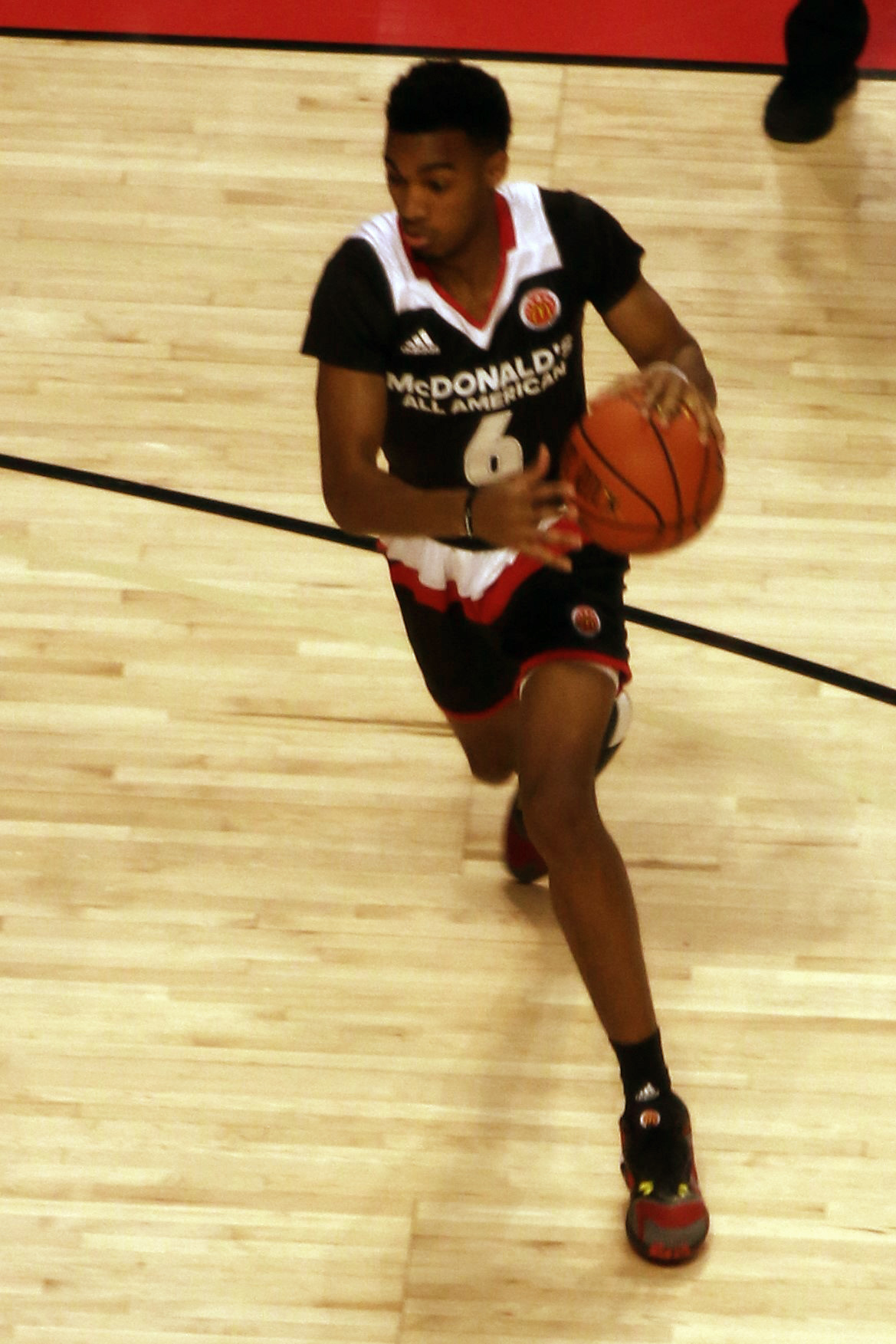
Ferguson en el McDonald's All-American Game de 2016.

Se trasladó de pequeño junto a sus padres a Dallas, donde en su etapa de instituto asistió an Prime Prep Academy, pero a mitad de su temporada júnior la institución cerró por problemas económicos. En septiembre de 2015 surgió una nueva institución en su lugar, Advanced Preparatory International, y en su última temporada promedió 17 puntos, 3,5 rebotes y 2 asistencias por partido, lo que le dio plaza en el prestigioso McDonald's All-American Game de 2016, partido en el que logró 10 puntos y 3 rebotes jugando como titular.
En enero de 2015, Rick Pitino, el entrenador de los Louisville Cardinals intentó reclutarlo para su equipo. Otras universidades interesadas fueron Kansas, Baylor, Oklahoma State, Oklahoma, Arizona, North Carolina, Wichita State, Iowa State, UCLA, Wake Forest, Arkansas y Maryland.
En agosto de 2015 se comprometió con Alabama, pero sin llegar a firmar ningún papel, desvinculándose en marzo de 2016. En abril hizo lo propio con Arizona, repitiéndose la historia. En junio finalmente se desvinculó también y decidió jugar directamente de forma profesional en los Adelaide 36ers de la NBL Australia.

### Profesional

#### NBL
El 1 de julio de 2016 firmó contrato con el equipo australiano de los Adelaide 36ers de la NBL. Jugó una temporada, en la que promedió 4,6 puntos y 1,1 rebotes por partido en poco más de 15 minutos de juego de media.

#### NBA
Fue elegido en la vigésimo primera posición del Draft de la NBA de 2017 por los Oklahoma City Thunder. Debutó en la liga el 19 de octubre frente a los New York Knicks, logrando dos puntos.
Tras 3 años en Oklahoma, el 18 de noviembre de 2020, es traspasado a Philadelphia 76ers a cambio de Al Horford. Pero el 25 de marzo de 2021, es de nuevo traspasado, esta vez a New York Knicks en un acuerdo entre tres equipos. Pero el 28 de marzo es cortado por los Knicks, sin llegar a debutar.

#### Europa
El 14 de diciembre de 2021, Ferguson fichó con su primer club europeo, el Lavrio B.C. de la A1 Ethniki griega y la Basketball Champions League, después de haber estado en conversaciones preliminares con otros equipos griegos, como AEK Atenas y el Ionikos Nikaias, desde el comienzo de la temporada 2021-2022. Menos de un mes después, el 10 de enero de 2022, se despidió del club griego para regresar a Estados Unidos, firmando un contrato con los Rio Grande Valley Vipers de la NBA G League.
El 27 de agosto de 2022 firmó contrato con el GTK Gliwice de la PLK polaca.

#### África
En noviembre de 2023 consiguió la clasificación para la BAL de 2024 liderando a los Cape Town Tigers de Sudáfrica, equipo al que había llegado en septiembre de ese año.

#### Regreso a Europa
En febrero de 2024 firma por el KB Bashkimi de Kosovo, pero solo disputó un encuentro antes de rescindir su contrato de mutuo acuerdo.

#### México
En enero de 2025 firma para disputar la liga mexicana CIBACOPA con Venados de Mazatlán.

### Selección nacional
Representó a los Estados Unidos en el Campeonato FIBA Américas Sub-16 de 2013, el Campeonato Mundial de Baloncesto Sub-17 de 2014 y el Campeonato Mundial de Baloncesto Sub-19 de 2015, consagrándose campeón en todos ellos. 

## Estadísticas de su carrera en la NBA

### Temporada regular
| Año     | Equipo        | PJ  | PT | MPP  | %TC  | %3P  | %TL  | RPP | APP | ROB | TPP | PPP |
| ------- | ------------- | --- | -- | ---- | ---- | ---- | ---- | --- | --- | --- | --- | --- |
| 2017-18 | Oklahoma City | 61  | 12 | 12.5 | .414 | .333 | .900 | .8  | .3  | .4  | .2  | 3.1 |
| 2018-19 | Oklahoma City | 74  | 74 | 26.1 | .429 | .366 | .725 | 1.9 | 1.0 | .5  | .2  | 6.9 |
| 2019-20 | Oklahoma City | 56  | 38 | 22.4 | .355 | .292 | .750 | 1.3 | .9  | .5  | .3  | 3.9 |
| Total   | Total         | 135 | 86 | 20.0 | .425 | .356 | .754 | 1.4 | .7  | .5  | .2  | 5.2 |

### Playoffs
| Año   | Equipo        | PJ | PT | MPP  | %TC   | %3P   | %TL | RPP | APP | ROB | TPP | PPP |
| ----- | ------------- | -- | -- | ---- | ----- | ----- | --- | --- | --- | --- | --- | --- |
| 2018  | Oklahoma City | 3  | 0  | 2.0  | 1.000 | 1.000 | –   | .3  | .3  | .0  | .0  | 1.0 |
| 2019  | Oklahoma City | 5  | 5  | 25.6 | .360  | .389  | –   | 2.4 | 1.2 | 0.4 | .0  | 5.0 |
| Total | Total         | 8  | 5  | 16.8 | .385  | .421  | –   | 1.6 | .9  | .3  | .0  | 3.5 |